# Chiesa di San Bernardino (Novellara)
La chiesa di San Bernardino è la parrocchiale patronale a San Bernardino, frazione di Novellara in provincia di Reggio Emilia. Fa parte del vicariato della Pianura della diocesi di Reggio Emilia-Guastalla e risale al XVIII secolo.

## Descrizione
La chiesa è riconosciuta come bene culturale dalla Soprintendenza Archeologia, belle arti e paesaggio per la città metropolitana di Bologna e le province di Modena, Reggio Emilia e Ferrara.
La chiesa mostra una raffinata facciata a capanna rivolta verso sud. Il campanile presenta una cella campanaria, che si apre con quattro finestre a monofore, ed un tetto a padiglione a forma di cuspide. Lungo la via della Viazza, circa di fronte alla chiesa, si può vedere una maestà a pilastro, datata al Novecento. Gli interni della chiesa sono ricchi di quadri e affreschi, raffiguranti principalmente il santo protettore.

## Storia
La prima chiesa di San Bernardino era ubicata in località Forcello. La chiesa era malridotta e precaria e, nel 1644, il Conte Alessandro II Gonzaga stabilì di innalzare una nuova costruzione a circa 300 pertiche a ponente rispetto alla precedente. Tra il 1749 e il 1750 fu riedificata e trasformata da Donna Ricciarda Gonzaga; anche il campanile fu ricostruito dalle fondamenta. Altri lavori furono compiuti tra il 1939 e il 1940.  
Dopo gli eventi sismici del maggio 2012, la chiesa è rimasta in condizioni fatiscenti e non è mai stata ristrutturata. Essa è stata quindi dichiarata inagibile ed è tuttora chiusa al culto.